# لجنة الخدمة القضائية (الصومال)
لجنة الخدمة القضائية هي هيئة ملحقة بوزارة العدل في الحكومة الفيدرالية الصومالية .

## ملخص
تحدد المادة 109أ من الدستور المؤقت في الصومال سلطة لجنة الخدمة القضائية المكونة من تسعة أعضاء. وفي يونيو/حزيران 2014، وافق البرلمان الاتحادي الصومالي على قانون جديد يضفي الطابع الرسمي على اللجنة. 
في مارس/آذار 2015، أصدر مكتب الرئيس مرسومًا بحل مفوضية الخدمة القضائية الموجودة.  وأوصى بدلا من ذلك بإعادة تشكيل الهيئة وفقا للمادة 109 من الدستور المؤقت. 
في أواخر مارس 2015، بدأت الحكومة الفيدرالية رسميًا في إعادة تشكيل لجنة الخدمة القضائية. وبحسب المستشار الرئاسي للقانون عمر محمد عبد الله، فمن المقرر أن تتكون اللجنة الجديدة من تسعة أعضاء بموجب الدستور. ويتم اختيار هؤلاء المسؤولين بدورهم من بين الأجهزة الحكومية القائمة، حيث يتمتعون بالنصاب اللازم لاتخاذ القرار والاجتماع. 
في مايو 2015، ووفقًا للمادة 109أ من الدستور المؤقت، أقر مجلس الوزراء الاتحادي الصومالي إنشاء لجنة جديدة للخدمة القضائية.  وستتألف اللجنة المعاد تشكيلها في البداية من سبعة أعضاء، مع انتظار الموافقة على اثنين من المسؤولين. 

## الهيكل التنظيمي

### المناصب
تشمل المناصب داخل لجنة الخدمة القضائية ما يلي: 
- رئيس المحكمة الدستورية؛
- رئيس المحكمة العليا؛
- النائب العام
- وعضوين من نقابة المحامين الصومالية، تعينهما جمعية القانون الصومالية لمدة أربع سنوات؛
- رئيس لجنة حقوق الإنسان؛
- ثلاثة أشخاص من داخل المجتمع الصومالي يتمتعون باحترام كبير في آن واحد، يقترحهم مجلس الوزراء ، ثم يعينهم الرئيس لمدة أربع سنوات، قابلة للتجديد مرة واحدة فقط.

تنتخب لجنة الخدمة القضائية رئيسها من بين أعضائها. يخدم جميع الأعضاء لمدة خمس سنوات ويكونون مؤهلين لفترة إضافية واحدة بعد انتهاء فترة ولايتهم الأولية. ويخضعون أيضًا للائحة تأديبية تضعها لجنة الخدمة القضائية. 

### أعضاء
اعتبارًا من مايو 2015، كان أعضاء لجنة الخدمة القضائية هم: 
- عيديد عبد الله إلكا حنف – رئيس المحكمة العليا
- أحمد علي ضاهر – النائب العام
- ماريان حاج علمي – جمعية القانون الصومالية
- عيسى أحمد ورسامي – جمعية القانون الصومالية
- شريف شيخ مايو – المجتمع المدني
- أحمد عبد الله حسين – المجتمع المدني
- عثمان شيخ إبراهيم – المجتمع المدني

## المهام
بموجب القانون، تتمتع لجنة الخدمة القضائية بصلاحية تعيين وتأديب ونقل أي عضو في السلطة القضائية من الدرجة الفيدرالية. ويجوز لها أيضاً تحديد التعويضات والمعاشات وغيرها من الأمور المتعلقة بعمل القضاء. 

## أنظر أيضاً
- لجنة مراجعة الدستور الصومالي وتنفيذه